# Andrij Blisnitschenko
Andrij Walerijowytsch Blisnitschenko (ukrainisch Андрій Валерійович Блізніченко; englische Transkription Andriy Valeriyovych Bliznichenko; * 24. Juli 1994 in Nowohrad-Wolynskyj, Oblast Schytomyr, Ukraine) ist ein ukrainischer Fußballspieler, der für Sheriff Tiraspol spielt.

## Vereinskarriere
Andrij Blisnitschenko stammt aus der Jugendabteilung von Metalurh Saporischschja. 2012 wurde er von Dnipro Dnipropetrowsk zunächst für die zweite Mannschaft verpflichtet und konnte dort in 55 Ligaspielen in der Reserveliga der Premjer-Liha 21 Tore erzielen. Im Laufe der Saison 2013/14 wurde der beidfüßige Flügelspieler erstmals auch in der ersten Mannschaft eingesetzt. Beim 2:0-Auswärtssieg über den damals noch existierenden Verein Tawrija Simferopol am 5. April 2014 wurde er ersatzweise als Linksverteidiger eingesetzt. Sein europäisches Debüt feierte er bereits am 28. November 2013, als er beim Gruppenspiel gegen den rumänischen Verein Pandurii Târgu Jiu zur Halbzeit eingewechselt wurde. Er erreichte mit seiner Mannschaft in der Folgesaison 2014/15 den dritten Tabellenplatz. In der UEFA Europa League 2014/15 drang Dnipropetrowsk überraschend ins Finale vor und verlor dort gegen den spanischen Vertreter FC Sevilla mit 2:3. Blisnitschenko stand mehrfach im Kader, wurde aber nur in der nationalen Liga eingesetzt.

## Nationalmannschaft
Andrij Blisnitschenko durchlief alle Jugendnationalmannschaften der Ukraine.